# Panna z mokrą głową (powieść)
Panna z mokrą głową – powieść Kornela Makuszyńskiego opublikowana w 1932 roku.

## Treść[1]
Trzynastoletnia Irenka Borowska wiedzie radosne i beztroskie życie w rodzinnym dworku. Czas spędza na zabawie z wiernym psem Drabem. Tymczasem majątek rodziny podupada w związku z kryzysem gospodarczym. Ojciec, by spłacać zaciągnięte długi, po kawałku wyprzedaje łąki i las. Podczas wycinki drzew ginie przywalony dębem. Majątek Borowskich zostaje zlicytowany. Irenka, chcąc pomóc matce, w tajemnicy przed nią wyjeżdża do Warszawy, gdzie mieszka jej bogata ciotka. Liczy na to, że uzyska od niej pomoc.

## Ekranizacje
- Panna z mokrą głową – film w reżyserii Kazimierza Tarnasa z 1994 roku.
- Panna z mokrą głową – serial telewizyjny zrealizowany na podstawie filmu.